# Casto Plasencia y Maestro
Casto Plasencia y Maestro (Cañizar, Guadalajara; 17 de juliol de 1846 - Madrid; 18 de maig de 1890) va ser un pintor  espanyol. Va practicar la pintura històrica, el retrat, el Costumisme, la pintura decorativa i el muralisme, amb una evolució posterior cap a la pintura al natural que el portaria a crear la colònia artística de Murs, dedicada al paisatgisme plenairista.

## Obres destacades
- El rapto de las Sabinas (1873)
- El origen de la república romana, a la Diputació d'Alacant.
- Ninfa de las mariposas, al Museu de Saragossa.
- Retrato de Bravo Murillo (1879), al Congrés dels Diputats d'Espanya.[1]